# 正光寺 (一関市)
正光寺（しょうこうじ）は、岩手県一関市に所在する浄土真宗本願寺派の寺院。

## 交通アクセス
- 東北新幹線・東北本線・大船渡線 一ノ関駅から徒歩16分、車で4分